# 大卫·莫斯科
大卫·拉法埃尔·莫斯科（1974年11月14日—)是一名美国演员、制作人和活动家。他最知名的角色是在1988年电影《飛進未來》里扮演少年賈許和在1992年音乐剧电影《报童传奇》里扮演大卫。

## 生涯
1988年莫斯科在《飛進未來》里扮演童年賈許·巴斯金，他的角色奇迹地变成湯姆·漢克斯半年的成年人。1992年莫斯科在《报童传奇》里扮演大卫·雅各布斯，与克里斯汀·貝爾一同出演。莫斯科与潔西卡·艾巴一起出演《蜜糖儿》。此外他还在一些有线电视剧里上场。在电视连续剧《宋飞传》里他也有一集出场。
他也在百老匯劇院担任主演。
莫斯科与其前订婚人凯莉·华盛顿一起一起制作和开发了林-曼努爾·米蘭達的首作《身在高地》。
2012年大卫·莫斯科首次作为电影制作人，他制作的电影被狮门娱乐在北美和世界其它地区分发。此外莫斯科还导演电影，他导演的电影部分通过Kickstarter收集资金。
莫斯科是一名长期活动家，1992年他离开学校去自然保护区追踪狼。2006年他在哈莱姆建造了一座收入混合绿色宿舍设施。2007年《Time Out》杂志报道莫斯科在哈莱姆参与开发可持续性的和生态平衡的宿舍。

## 个人生活
莫斯科在布朗克斯出生。他母亲的家庭来自蒙大拿州。他的父亲是犹太人，他的母亲是摩爾門教徒，但是他不是按照这两个宗教教育长大的。
他的弟弟在纽约市教历史。他与馬克斯·凱塞拉是好朋友。
1990年代里莫斯科曾在马萨诸塞州阿默斯特漢普郡學院上学。